# Osadnictwo wojskowe

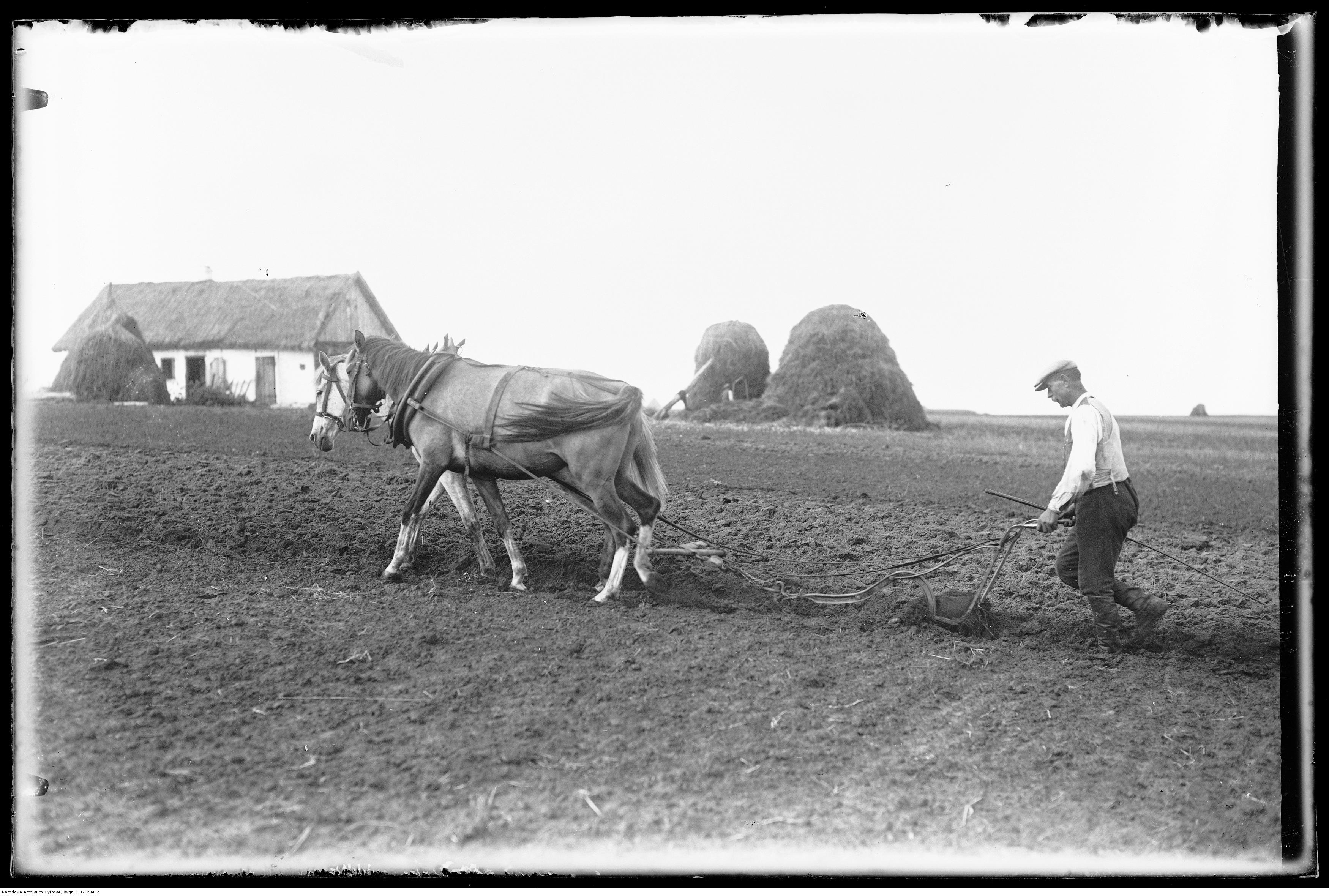
Osadnik wojskowy z Osady Krechowieckiej w województwie wołyńskim, rok 1928

Osadnictwo wojskowe − nadawanie ziemi w okresie II Rzeczypospolitej na kresach wschodnich zasłużonym żołnierzom Wojska Polskiego oraz ochotnikom. Termin ten niekiedy jest używany także w odniesieniu do polskich żołnierzy osiedlanych na Ziemiach Odzyskanych po II wojnie światowej.

## Okres międzywojenny

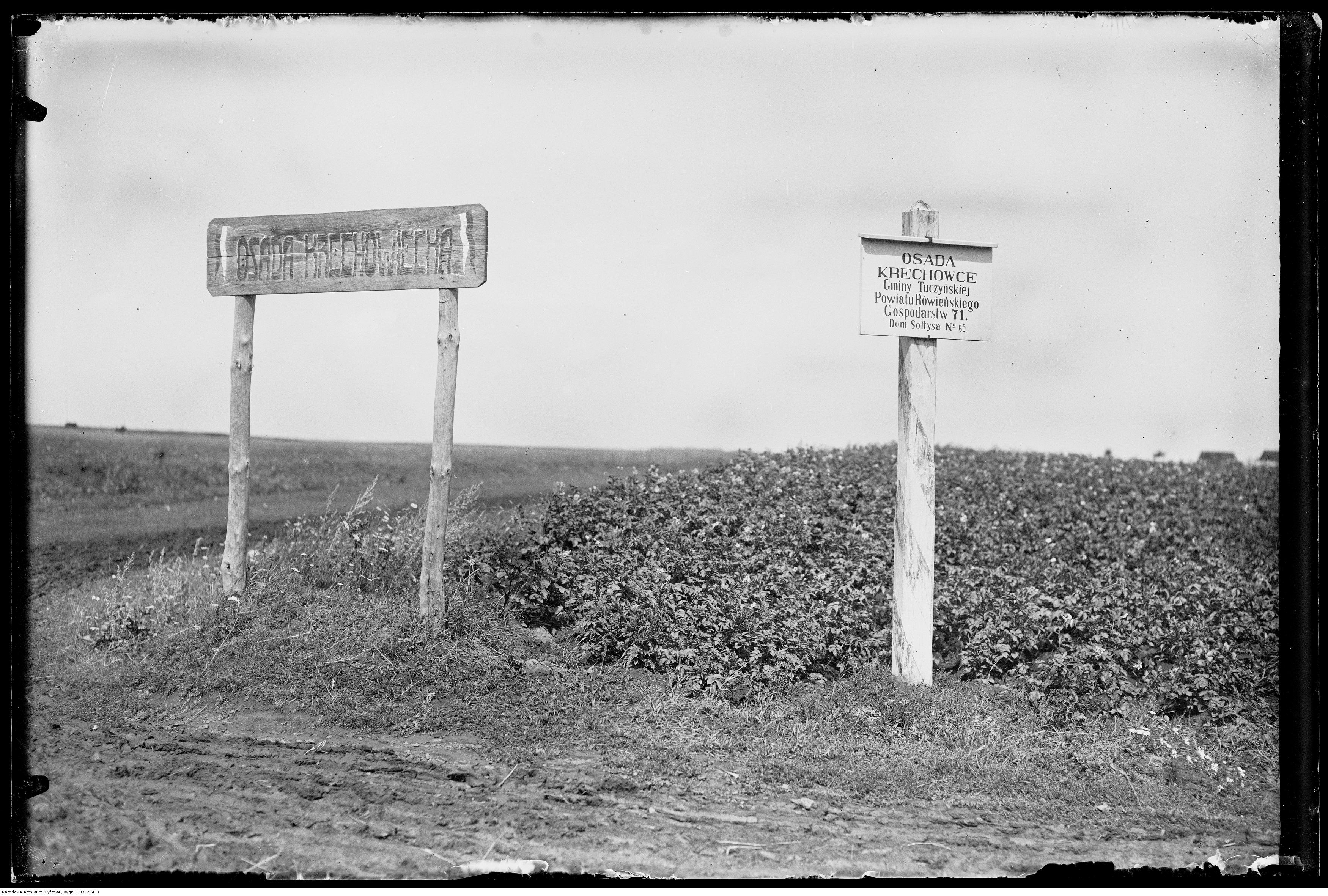
Osada Krechowiecka, słupy graniczne

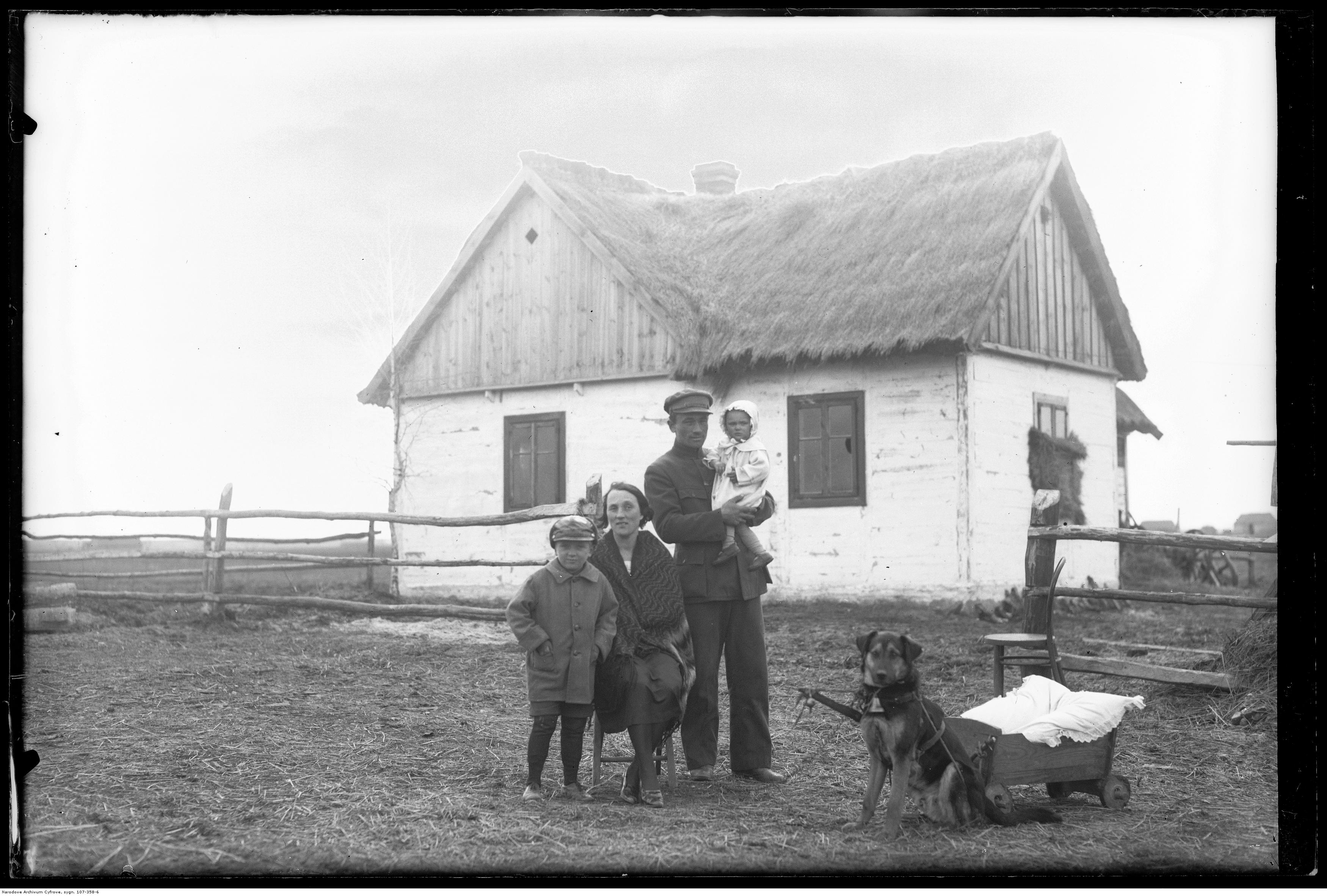
Grzegorscy, rodzina osadników z Osady Krechowieckiej. Rok 1931

Postulaty przyznawania ziemi polskim osadnikom na Kresach pojawiły się w 1919 roku. Ich motywami była chęć nagrodzenia wysiłku żołnierzy, wzmocnienie polskości na Kresach oraz zagospodarowanie nadwyżki siły roboczej, często niewykwalifikowanej, której pojawienia spodziewano się po demobilizacji. W rozkazie z dnia 18 października 1920 roku Józef Piłsudski zwrócił się do przyszłych osadników:

Zaproponowałem już rządowi, by część zdobytej ziemi została własnością tych, co ją polską zrobili, uznoiwszy ją polską krwią i trudem niezmiernym. Ziemia ta, strudzona siewem krwawym wojny, czeka na siew pokoju, czeka na tych, co miecz na lemiesz zamienią, a chciałbym byście w tej pracy przyszłej tyleż zwycięstw pokojowych odnieśli, ileście ich mieli w pracy bojowej.

Podstawą prawną osadnictwa były dwie ustawy przyjęte jednogłośnie przez Sejm 17 grudnia 1920 r. Pierwsza dotyczyła przejęcia ziemi w zaborze rosyjskim (należących do rosyjskiego skarbu i rodziny carskiej, niektórych dóbr duchownych i klasztornych, opuszczonych przez ziemian dóbr prywatnych, a także części funkcjonujących polskich folwarków). Druga dotyczyła nadawania ziemi żołnierzom Wojska Polskiego. Zgodnie z zapisami ustawy do otrzymania ziemi darmo uprawnieni byli „inwalidzi i żołnierze Wojska Polskiego, którzy się szczególnie odznaczyli oraz żołnierze, którzy dobrowolnie wstąpili do Wojska Polskiego i odbyli służbę frontową. Wszyscy inni inwalidzi oraz żołnierze, zdolni do pracy na roli, mogli w miarę rozporządzalnego zapasu otrzymać ziemię odpłatnie”.
Akcja osadnictwa trwała od 1920 do 1923 roku, napotykając znaczne trudności finansowe i polityczne. W rezultacie z 99 153 podań tylko 7345 zostało rozpatrzonych pozytywnie; żołnierze i ochotnicy otrzymali 1331,46 km². Na mniejszą skalę proces ten został wznowiony po przewrocie majowym, ale został znowu wstrzymany po kilku latach.
W 1922 został założony Centralny Związek Osadników Wojskowych. Prezesem związku był inż. Wiktor Zygmunt Przedpełski, a działaczem kpt. Jerzy Bonkowicz-Sittauer.
Blisko 80% rodzin osadników zostało objętych deportacją (wywózką na Syberię lub do republik w Azji Środkowej) po zagarnięciu kresów wschodnich Polski przez Związek Radziecki po 17 września 1939 roku. Wywózki, z których pierwsza nastąpiła 10 lutego 1940, trwały nieprzerwanie do ataku niemieckiego na ZSRR. Części zesłańców udało się dołączyć do tworzonej od roku 1941 przez generała Andersa Armii Polskiej w ZSRR, część zaś weszła w skład armii generała Berlinga. Pozostali przy życiu wrócili do kraju już po wojnie.

## Okres powojenny

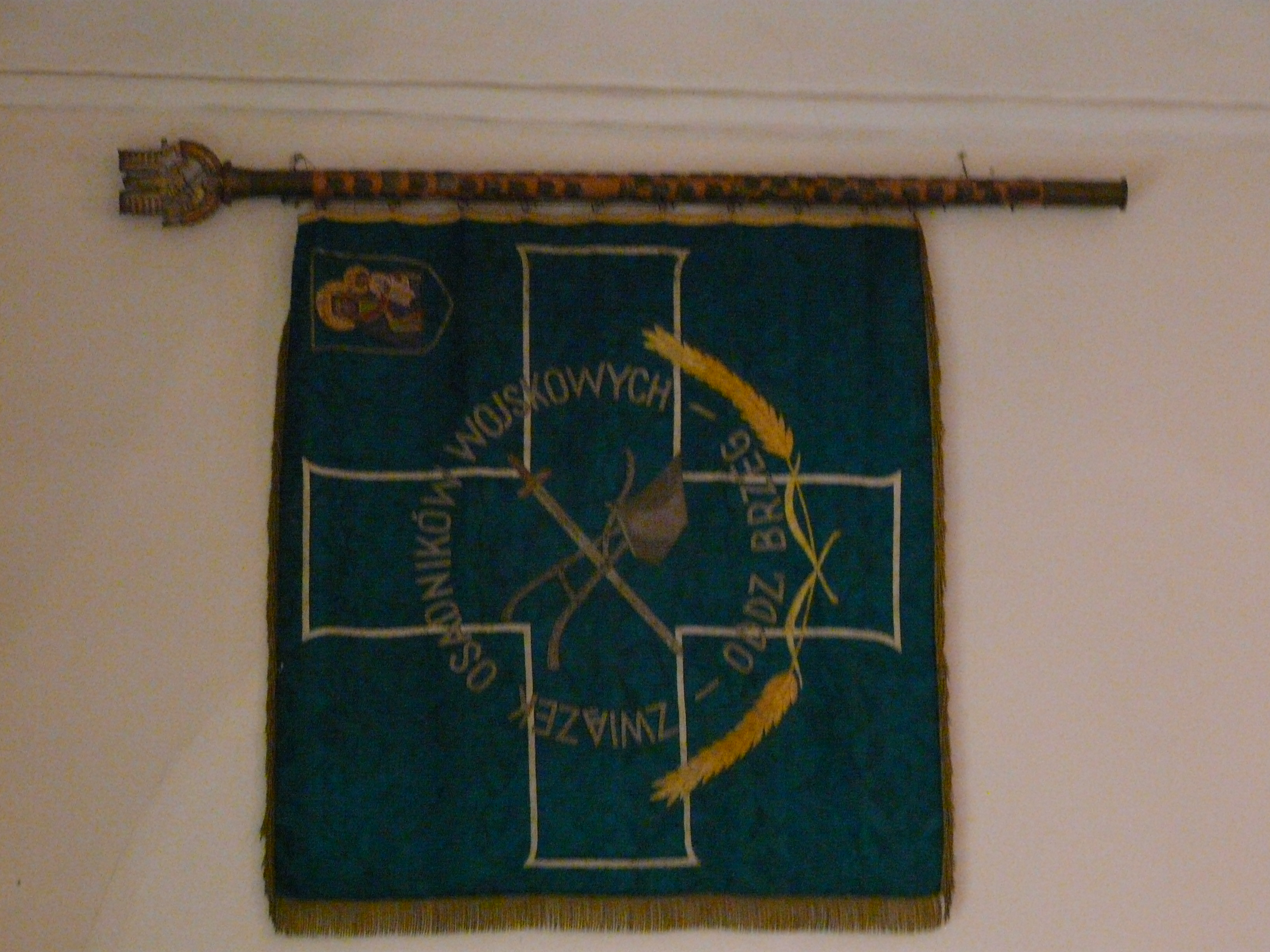
Sztandar Związku Osadników Wojskowych Oddział Brzeg

Osadnictwo wojskowe zaistniało znowu po II wojnie światowej, tym razem na „Kresach Zachodnich”, wzdłuż granicy polsko-niemieckiej. Miało zapewnić  zdemobilizowanym żołnierzom i ich rodzinom byt oraz stworzyć „wał polskości” w pasie przygranicznym.
Podstawą formalną osadnictwa był rozkaz nr 111 Naczelnego Dowództwa Wojska Polskiego z 5 czerwca 1945 roku. Jak wielką wagę przykładano do tej akcji „rozproszenia i rozmieszczenia” świadczy fakt, że na czele tzw. Generalnego Inspektoratu Osadnictwa Wojskowego, działającego pod patronatem Głównego Zarządu Polityczno-Wychowawczego Wojska Polskiego postawiono gen. Świerczewskiego i płk. Jaroszewicza. Inspektorat wydał w czerwcu 1945 roku zarządzenie precyzujące zakres osadnictwa wojskowego do 12 powiatów przygranicznych nad Odrą i Nysą Łużycką. Równocześnie Państwowy Urząd Repatriacyjny zaniechał obsadzania tych powiatów innymi kategoriami osadników. Osadnictwo wojskowe opóźniło wydanie dekretu o częściowej demobilizacji dopiero 10 sierpnia 1945 roku, chociaż część żołnierzy spodziewając się jej już wcześniej zajmowała wybrane gospodarstwa. Akcją osiedleńczą kierowała bezpośrednio Komisja Osadnictwa Wojskowego z siedzibą w Poznaniu z siecią inspektoratów osadnictwa wojskowego. We wrześniu 1945 system ten został podporządkowany Ministerstwu Administracji Publicznej i powstały wojewódzkie i powiatowe komisje osadnictwa wojskowego. Wówczas też zaczęto legalizować osadnictwo osób cywilnych w powiatach przygranicznych. 15 lutego 1946 zlikwidowano inspektoraty wojskowe i w urzędach terenowych powstały w kolejnym miesiącu referaty osadnictwa wojskowego działające w ramach wydziałów osiedleńczych. 
Osadnictwo wojskowe objęło wszystkich żołnierzy Wojska Polskiego oraz osoby walczące z Niemcami jako członkowie Gwardii Ludowej, Armii Ludowej, Polskiej Armii Ludowej, Armii Krajowej, Batalionów Chłopskich i Korpusu Bezpieczeństwa. Osadnicy wojskowi mieli prawo do przydziału ok. 10 ha ziemi i mebli do 3–4 pokoi. Do końca 1947 roku byli też zwolnieni z płacenia podatków. Otrzymywali także zapomogi pieniężne, żywność, inwentarz żywy i zboże do zasiewu, wojsko pomagało także w pracach polowych. Do końca roku 1945 jednostki 1 Armii WP przekazały im 700 koni, 1300 krów i 180 świń. W dwa lata później przekazano jeszcze 2800 koni zagarniętych w Niemczech oraz zdemobilizowane wierzchowce (nie nadające się do prac polowych) 1 Dywizji Kawalerii.
Osiedlano tzw. grupy operacyjne, każda w sile 20 uzbrojonych żołnierzy. Z każdej grupy 18 zabezpieczało wybrane gospodarstwa, a pozostałych dwóch sprowadzało rodziny żołnierzy. Mimo wsparcia następował znaczny odpływ osadników wojskowych z powodu niekorzystnych warunków. Opóźnienie w przebiegu akcji spowodowało, że osadnicy kierowani byli na tereny splądrowane lub już zajmowane przez napływającą ludność cywilną. Lokalnie udział osadników wojskowych był znaczny i tak np. wysuniętym najdalej na zachód powiecie chojeńskim sięgał 75%.
24 lipca 1948 Biuro Pełnomocnika MON ds. Osadnictwa Wojskowego uległo likwidacji. Do tego czasu osadnictwo wojskowe objęło około 200 tysięcy osób (zdemobilizowanych wojskowych i ich rodziny).